# Cantonul Rennes-Centre
Cantonul Rennes-Centre este un canton din arondismentul Rennes, departamentul Ille-et-Vilaine, regiunea Bretania, Franța.